# Belgian Family Brewers

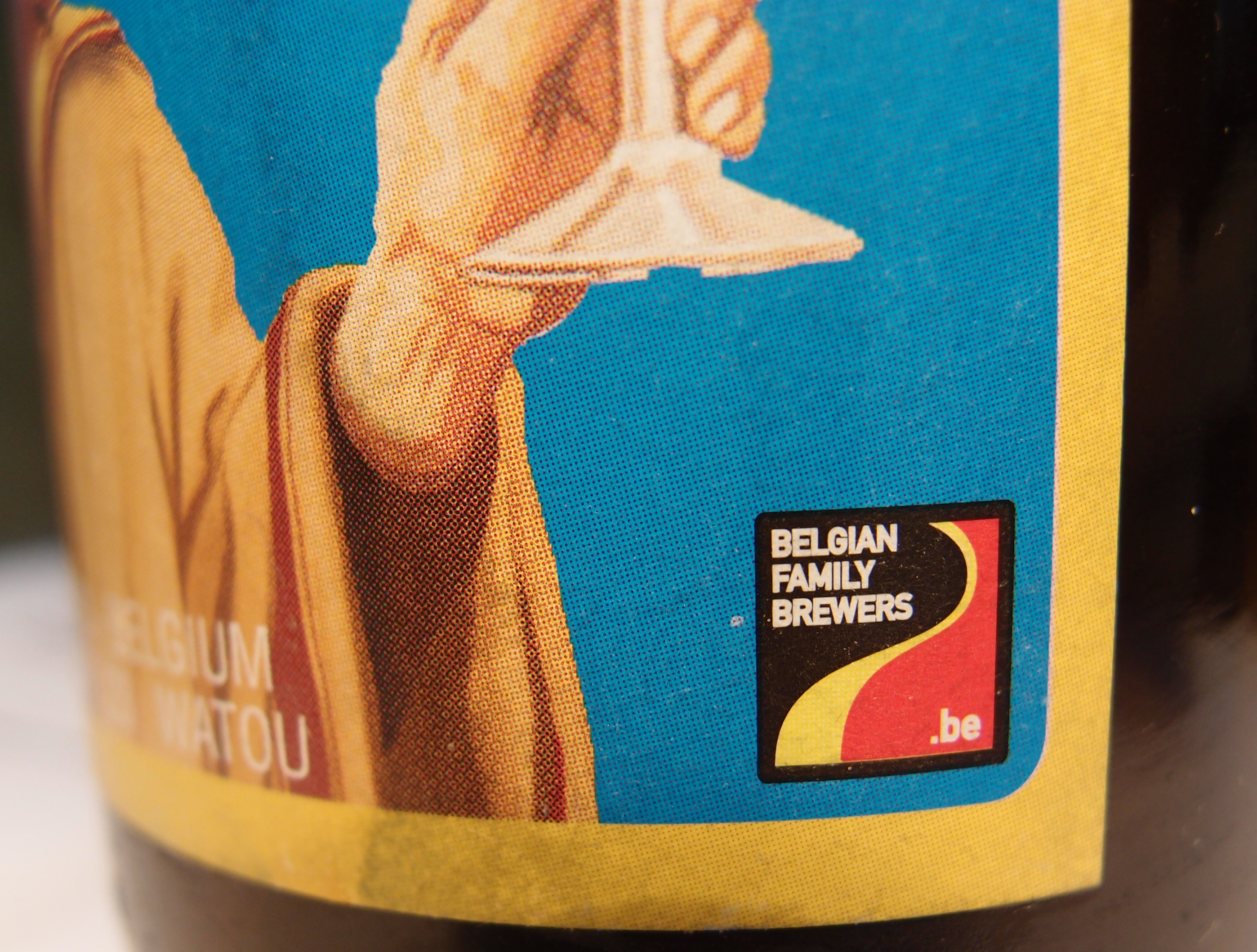
BFB-Logo auf einem Flaschenetikett der belgischen Brauerei St. Bernardus

Belgian Family Brewers (BFB) ist ein nicht auf Gewinnerzielung ausgerichteter Zusammenschluss (Non-Profit-Organisation) unabhängiger belgischer Familienbrauereien sowie ein Gütesiegel für belgisches Bier. Der Verein wurde 2007 von ursprünglich zwölf Mitgliedern gegründet; heute (Stand April 2016) haben sich 22 Brauereien aus Flandern und der Wallonie diesem Verband angeschlossen.

## Aufnahmebedingungen
Wer als belgische Brauerei Mitglied im BFB werden will, muss folgende Bedingungen erfüllen:
- Die Brauerei muss einen oder mehrere Standorte in Belgien besitzen, an denen seit mindestens 50 Jahren kontinuierlich Bier gebraut wird.
- Das Bier der Brauerei darf ausschließlich in Belgien gebraut werden und muss auch verfügbar sein.
- Das in Belgien gebraute Bier muss von der Brauerei selbst auf dem Markt angeboten werden.
- Das Bier darf nicht unter weiteren Markennamen oder anderen Bezeichnungen verkauft werden.

## Ziele
Die Vereinigung setzt sich zum Ziel, durch das einheitliche Logo Belgian Family Brewers unabhängige, traditionsreiche belgische Familienbrauerein zu promoten, um hierdurch auch einen Mehrwert für die Identität und Authentizität belgischer Braumethoden zu schaffen. Der Verband garantiert dem Verbraucher durch das Label sowohl die belgische Herkunft als auch die traditionelle Herstellung; das Bier der angeschlossenen Traditionsbrauereien soll sich insofern von anderen Bieren unterscheiden lassen. Derzeit repräsentiert Belgian Family Brewers etwa fünfzehn Prozent aller belgischen Brauereien.

## Angeschlossene Brauereien
- De Brabandere
- De Halve Maan
- De Koninck
- De Ryck
- Dubuisson
- Dupont
- Duvel Moortgat
- Het Anker
- Huyghe
- Lefebvre
- Lindemans
- Omer Vander Ghinste[1]
- Roman
- Silly
- Sint Bernard
- St-Feuillien
- Strubbe
- Timmermans
- Van Eecke
- Van Honsebrouck
- Verhaeghe

### Ehemalige Mitglieder
- Bosteels, bis 2016[2]
- Palm Breweries, bis 2016[2]